# Талал Сило
Талал Сило (араб. طلال علي سلو‎) — бывший пресс-секретарь Демократических сил Сирии.

## Биография
Талал родился в 1965 году в небольшом городке Чобанбей. Талал относится к сирийским туркменам — тюркскому этносу, проживающему в Сирии. Во время Сирийской гражданской войны воевал на стороне антиправительственных сил, в составе туркменской Бригады Сельджука, затем вступил в Джейш-ат-Тувар, где был ответственным за туркменские подразделения. В октябре 2015 года, после создания группировки Демократические силы Сирии Талал стал её членом. Являлся пресс-секретарём этой группировки в период операций против ИГ. 15 ноября 2017 года дезертировал и убежал на территорию под контролем Турции. После этого он давал интервью, в которых утверждал, что ДСС позволили террористам ИГ покинуть окружённые города Манбидж, Эт-Табка и Эр-Ракка. В своих интервью Талал Сило рассказал некоторые подробности про структуру ДСС и об отношениях между США и ДСС, в том числе и о поставках оружия.